# Pablo Hervías
Pablo Hervías Ruiz (Logroño, 8 maart 1993) is een Spaans voetballer die doorgaans als vleugelspeler speelt. Hij verruilde SD Eibar in juli 2019 voor Real Valladolid, dat hem in het voorgaande halfjaar al huurde.

## Clubcarrière
Hervías verruilde op twaalfjarige leeftijd Peña Balsamaiso voor Real Sociedad. Tijdens het seizoen 2011/12 maakte hij zijn debuut in het tweede elftal. Op 19 april 2014 debuteerde de vleugelspeler voor Real Sociedad in een competitieduel tegen RCD Espanyol. Op 20 oktober 2014 maakte hij zijn eerste doelpunt in de Primera División, in een thuisduel tegen Getafe CF. Hij bracht Real Sociedad na 82 minuten op voorsprong. Getafe stuntte door in de laatste minuten tweemaal tegen te scoren.